# Luís Tinoco de Faria
Luís António Sampaio Tinoco de Faria MPCG  (São Victor, Braga, 12 de janeiro de 1927 — Guiné, 28 de abril de 1966) foi um capitão paraquedista português (um dos pioneiros do curso de Alcantarilla), morto em combate durante a Guerra Colonial. As suas ações foram reconhecidas a título póstumo, com uma promoção ao posto de Major.

## Biografia
Luís António Sampaio Tinoco de Faria nasceu na freguesia de São Victor, concelho de Braga, em 12 de Janeiro de 1927. Ingressou na Escola Prática de Infantaria em 9 de Agosto de 1950 e frequentou o Curso de Paraquedismo Militar na Escuela Militar de Paracaidismo, em Alcantarilla, Espanha (um dos cursos que antecedeu a criação das Tropas Paraquedistas em Portugal), em 1955, concluindo o mesmo com a atribuição do brevet Paraquedista português n.º 13.
Frequentou a Escola do Exército de 1958 a 1962, sendo colocado no Regimento de Caçadores Pára-quedistas, em 1963. Em 30 de junho de 1964, nos primeiros anos da Guerra Colonial, embarcou para a Guiné, onde assume o comando do Destacamento de Defesa Imediata (DDI) do Aeródromo-Base n.º 12 (AB 12), em Bissalanca. O agravamento do conflito neste Teatro de Operações levou à transformação, no mesmo ano, do DDI na Esquadra de Defesa Mista e, no ano seguinte, do AB 12 na Base Aérea n.º 12 (BA 12).
Foi pai do tenente-coronel Pedro Manuel Cardoso Tinoco de Faria.

### Operação Grifo
Em abril de 1966, as Tropas Paraquedistas levaram a cabo a "Operação Grifo", que previa a realização de emboscadas por um pelotão de paraquedistas no Sul da Guiné, no chamado "Corredor de Guileje", para impedir a penetração de guerrilheiros do PAIGC vindos da Guiné-Conacri, com armamento e munições.
Às 00h30 do dia 28 de abril, um pelotão de paraquedistas comandado pelo Alferes Ferreira da Silva abandonou o Aquartelamento do Mejo e progrediu até ao local onde montariam a sua emboscada, em terreno inclinado, propício à criação de bons abrigos. O Capitão Tinoco de Faria (comandante da Companhia de Caçadores Paraquedistas da BA 12) acompanhava o pelotão, de forma a transmitir confiança aos homens sob o seu comando, que se preparavam para enfrentar um inimigo de força numericamente superior.
Pelas 10 horas, os paraquedistas começaram a ouvir disparos esporádicos de armas automáticas, que se repetiam gradualmente na sua direção, constatando que a força inimiga estava a fazer fogo de reconhecimento e que a mesma se encontrava no trilho onde a emboscada tinha sido montada. Pouco tempo depois, uma dezena de guerrilheiros entrou na "zona de morte", seguida pelo resto do grupo, mais numeroso. Um cão que seguia na frente dos guerrilheiros pressentiu a presença dos paraquedistas e ladrou, para alarme destes, que tentaram rapidamente recuar para junto do grupo. Os paraquedistas abriram fogo de imediato, abatendo sete elementos da vanguarda inimiga, que entretanto começou a responder aos disparos do pelotão. Nesta reação, um dos três elementos sobreviventes atingiu o Capitão Tinoco de Faria, que procurou reajustar a sua posição e retomar os disparos. Foi, no entanto, baleado novamente (desta vez, com gravidade), sendo estes elementos depois abatidos pelos paraquedistas. O restante grupo de guerrilheiros atacou o pelotão com fogo de armamento ligeiro e pesado e morteiros, durante cerca de meia hora. A resposta dos paraquedistas obrigou a que a força inimiga mudasse de posições, possibilitando a evacuação do ferido para uma posição mais recuada, onde estes esperavam que a evacuação para Bissau fosse possível. No entanto, e apesar dos paraquedistas terem conseguido repelir vários ataques dos guerrilheiros que os perseguiam, o seu Capitão acabaria por falecer de hemorragia interna, por volta das 12 horas. Apenas foi possível evacuar o seu corpo ao final do dia, de helicóptero, junto ao rio Lijol, tendo o pelotão regressado ao aquartelamento cerca de uma hora e meia depois, pelas 19h30.

## Condecorações
- Promoção, por distinção, ao posto de Major (a título póstumo);[8]
- Medalha da Cruz de Guerra – 1.ª Classe (a título póstumo).[8]